# District de Kitamurayama
Le district  de Kitamurayama (北村山郡, Kitamurayama-gun) est un district situé dans la préfecture de Yamagata, sur l'île de Honshū, au Japon.

## Géographie

### Démographie
En 2003, la population du district de Kitamurayama était de 9 065 habitants répartis sur une superficie de 79,59 km2 (densité de population de 114 hab./km2).

### Divisions administratives
Le district de Kitamurayama est constitué du seul bourg d'Ōishida.